# Pavel Krs
Pavel Krs (* 17. dubna 1963) je bývalý český fotbalista, obránce.

## Fotbalová kariéra
Začínal v Přešticích. V československé lize hrál za TJ Škoda Plzeň a SK Hradec Králové. Nastoupil v 16 ligových utkáních.
Působil také v zahraničí a na sklonku kariéry se vrátil do divizních Přeštic.

## Ligová bilance
| Ročník                                   | Zápasy | Góly | Klub              |
| ---------------------------------------- | ------ | ---- | ----------------- |
| česká národní fotbalová liga 1984/85     | 18     | 0    | Škoda Plzeň       |
| česká národní fotbalová liga 1985/86     | 8      | 0    | Škoda Plzeň       |
| 1. československá fotbalová liga 1986/87 | 7      | 0    | Škoda Plzeň       |
| česká národní fotbalová liga 1987/88     | 18     | 0    | Škoda Plzeň       |
| 1. československá fotbalová liga 1988/89 | 8      | 1    | Škoda Plzeň       |
| 1. československá fotbalová liga 1990/91 | 1      | 0    | SK Hradec Králové |
| CELKEM                                   | 60     | 1    |                   |